# Amazing Grace

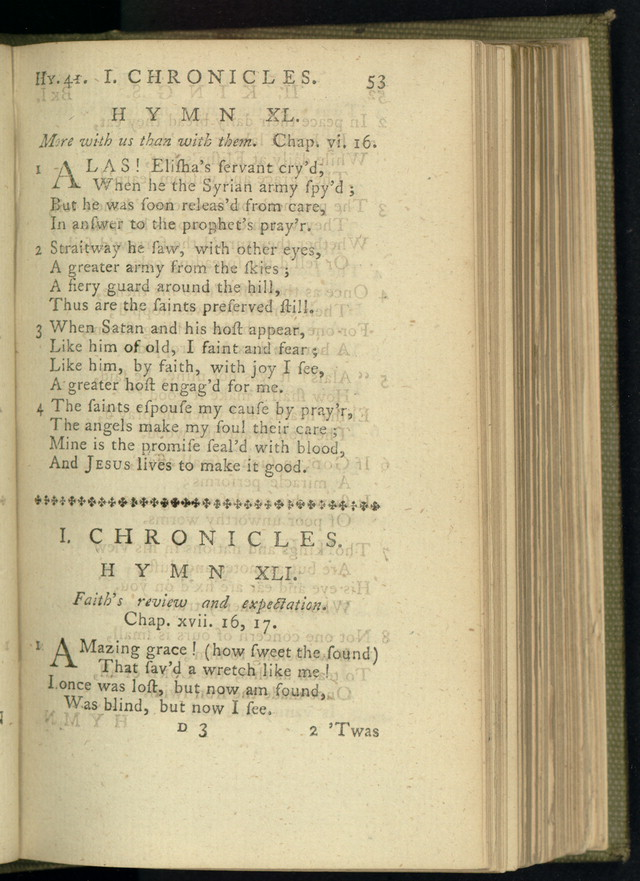
El final de la página 53 de los Himnos de Olney, donde se recoge la primera versión de lo que después sería conocido como "Amazing Grace". El cántico está colocado bajo el epígrafe «I. Chronicles. Hymn XLI. Faith's review and expectation. Chap. xvii. 16, 17.» y ya muestra el conocido estribillo «Amazing grace! (how sweet the sound) / That sav'd a wretch like me ! / I once was lost, but now am found, / Was blind, but now I see.»

«Amazing Grace» (conocido en algunas regiones hispanohablantes como "Sublime gracia" "Gracia divina" o "Gracia admirable") es un himno cristiano escrito por el clérigo y poeta inglés John Newton (1725-1807) y publicado en 1779. La composición, una de las canciones más conocidas en los países de habla inglesa, transmite el mensaje cristiano de que el perdón y la redención es posible a pesar de los pecados cometidos por el ser humano, y de que el alma puede salvarse de la desesperación mediante la gracia de Dios.
Newton escribió la letra a partir de su experiencia personal. Educado sin ninguna convicción religiosa, a lo largo de su juventud vivió varias coincidencias y giros inesperados, muchos de ellos provocados por su recalcitrante insubordinación. Fue forzado a unirse a la Royal Navy y como marinero, participó en el mercado de esclavos. Durante una noche, una tormenta golpeó tan fuertemente su embarcación que, aterrorizado, imploró la ayuda de Dios, un momento que marca el comienzo de su conversión espiritual. Su carrera como tratante de esclavos duró algunos años más, hasta que abandonó la marina para estudiar teología.
Ordenado sacerdote de la Iglesia de Inglaterra en 1764, Newton fue nombrado párroco de Olney (Buckinghamshire), donde comenzó a componer himnos junto al poeta William Cowper. "Amazing Grace" fue escrito para ilustrar un sermón en el día de Año Nuevo de 1773. No se sabe si había música para acompañar los versos, puesto que pudo ser recitado por los feligreses sin melodía. Fue impreso por primera vez en 1779 dentro de la colección de Himnos de Olney de Newton y Cowper. A pesar de ser relativamente desconocido en Inglaterra, "Amazing Grace" fue usado extensamente durante el Segundo Gran Despertar en Estados Unidos a comienzos del siglo XIX. La letra ha sido adaptada a más de veinte melodías, si bien la más conocida y frecuente en la actualidad es la llamada "New Britain", que fue unida al poema en 1835.
El autor Gilbert Chase ha escrito que "Amazing Grace" es «sin lugar a dudas, el más famoso de todos los himnos populares», mientras que Jonathan Aitken, biógrafo de Newton, estima en su obra que el himno es cantado cerca de diez millones de veces cada año. Ha tenido una particular influencia en la música folk y es un cántico emblemático de los espirituales americanos. "Amazing Grace" contempló un resurgir de su popularidad en los Estados Unidos durante la década de 1960 y desde entonces ha sido interpretado miles de veces, siendo un clásico de los cancioneros populares dentro de los países de habla anglosajona.

## La conversión de John Newton
| «How industrious is Satan served. I was formerly one of his active undertemptors and had my influence been equal to my wishes I would have carried all the human race with me. A common drunkard or profligate is a petty sinner to what I was». «Qué industriosamente es servido Satán. Yo era entonces uno de sus activos tentadores y si mi influencia hubiera sido igual a mis deseos me habría llevado a toda la raza humana conmigo. Un borracho común o un despilfarrador es un débil pecador comparado con lo que yo era». — John Newton, 1778. |

De acuerdo con el Dictionary of American Hymnology "Amazing Grace" es la autobiografía espiritual de John Newton en verso. Newton nació en 1725 en Wapping, un distrito londinense cerca del Támesis. Su padre era un comerciante naval que había sido educado como católico pero mostraba simpatía por el pensamiento protestante, mientras que su madre era una devota cristiana independiente, no afiliada con la Iglesia anglicana. Desde el nacimiento de Newton su madre quiso que fuera clérigo, pero murió de tuberculosis cuando el niño tenía seis años. Newton fue educado el resto de su infancia por una madrastra distante, mientras su padre estaba en el mar, y acudió a un internado, donde fue maltratado. Con once años se unió a su padre en un barco como aprendiz, pero su incipiente carrera naval estaría marcada desde el comienzo por su testaruda desobediencia.
Según sus propias palabras, Newton escogió desde joven «un camino de muerte, alejado de Dios y lleno de malos hábitos». Como marinero, renunció a su fe influenciado por un compañero con el que discutía acerca del libro Characteristicks, de Anthony Ashley Cooper, 3.er conde de Shaftesbury. En una serie de cartas que escribió después, afirma:

«Like an unwary sailor who quits his port just before a rising storm, I renounced the hopes and comforts of the gospel at the very time when every other comfort was about to fail me.»
«Como un marinero incauto que sale del puerto justo antes de una tormenta, renuncié a las esperanzas y consuelos del evangelio cuando todos los demás consuelos estaban a punto de abandonarme».
John Newton, 1824.

Su padre le forzó a unirse a la Royal Navy por su continua desobediencia pero, tras abandonar su puesto en varias ocasiones, finalmente desertó para visitar a Mary «Polly» Catlett, una amiga de la familia de la que se había enamorado. Tras la humillación pública que conllevó su deserción, consiguió ser transferido a un barco esclavista, donde comenzó su carrera como traficante de esclavos.

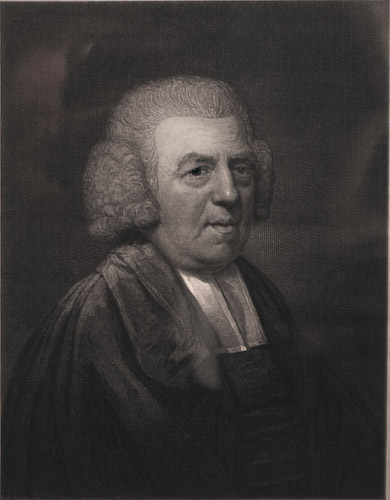
John Newton al final de su vida.

Newton se burlaba abierta y frecuentemente de la autoridad creando poemas obscenos y canciones sobre el capitán que se hicieron muy populares entre la tripulación. Sus frecuentes conatos de rebelión le llevaron a ser castigado a la inanición hasta casi morir y a ser encarcelado en el mar y encadenado como los esclavos que transportaban, para finalmente ser obligado a trabajar en una plantación en Sierra Leona, cerca del río Sherbro. Después de varios meses consideró la posibilidad de permanecer en Sierra Leona, pero su padre intervino tras recibir una carta de su hijo y fue rescatado casualmente por otro barco. Newton aceptó embarcarse de vuelta al Reino Unido, aunque declaró que su única razón era Polly.
A bordo del Greyhound, Newton ganó notoriedad por ser el hombre más blasfemo de la tripulación. En un ambiente naval en el que los marineros usaban frecuentes juramentos, Newton fue castigado en muchas ocasiones no solo por usar las peores palabras que había escuchado nunca el capitán, sino por crear neologismos que excedían su ya de por sí soez vocabulario. En marzo de 1748, mientras el Greyhound estaba en el Atlántico Norte, una violenta tormenta azotó al barco provocando que un marinero, situado en un lugar donde justo antes había estado Newton, cayese por la borda. Tras horas de trabajo de achique de agua y creyendo que iban a volcar, Newton pidió desesperadamente al capitán que le dejase intentar algo, a lo que el oficial accedió. Según sus propias palabras, Newton afirmó: «Si esto no funciona, entonces ¡que el Señor tenga piedad de nosotros!». Volvió a la bomba y se ató, junto a otro marinero, a ella para impedir que fuese arrastrada por el agua. Tras una hora, volvió exhausto al puente de mando, donde, durante las once horas siguientes, reflexionó sobre lo ocurrido. Dos semanas después, el maltrecho barco y su hambrienta tripulación desembarcaron en Lough Swilly, Irlanda.
La tormenta y los hechos subsiguientes marcaron un antes y un después en la vida de Newton. Según sus propias palabras, desde semanas antes de la tormenta había estado leyendo The Christian's Pattern, un resumen de la Imitación de Cristo, escrito por Tomás de Kempis en el siglo XV. El recuerdo de su frase durante la tormenta comenzó a obsesionarle y reflexionó profundamente acerca de si era merecedor de la Gracia de Dios o redimible después de no solo abandonar la fe recibida, sino tras haberse opuesto directamente a ella, burlándose de otros creyentes, ridiculizando sus ritos y calificando a Dios como mito. Al cabo del tiempo llegó a convencerse de que Dios le había enviado un profundo mensaje y había comenzado a transformar su vida.
La conversión de Newton, sin embargo, no fue inmediata. Anunció su intención de casarse con Polly, cuya familia, a pesar de que conocía su reputación, le permitió escribirle. Volvió a alistarse en un barco esclavista de camino a África y allí siguió participando en las mismas actividades que antes, pero sin su habitual lenguaje. Su propósito de cambio personal se vio reforzado tras una grave enfermedad, pero su actitud ante la esclavitud seguía siendo la misma que la de sus contemporáneos y continuó comerciando con personas en varios viajes, algunos ríos arriba en África, «ahora como capitán», para vender los esclavos en los grandes puertos de América. Se casó con Polly en 1750 y participó en tres expediciones esclavistas más, pero abandonó la marina mercante con treinta años después de serle ofrecido el puesto de capitán en un barco no relacionado con el comercio de esclavos, al parecer tras sufrir una nueva crisis de salud.

## Sacerdote en Olney

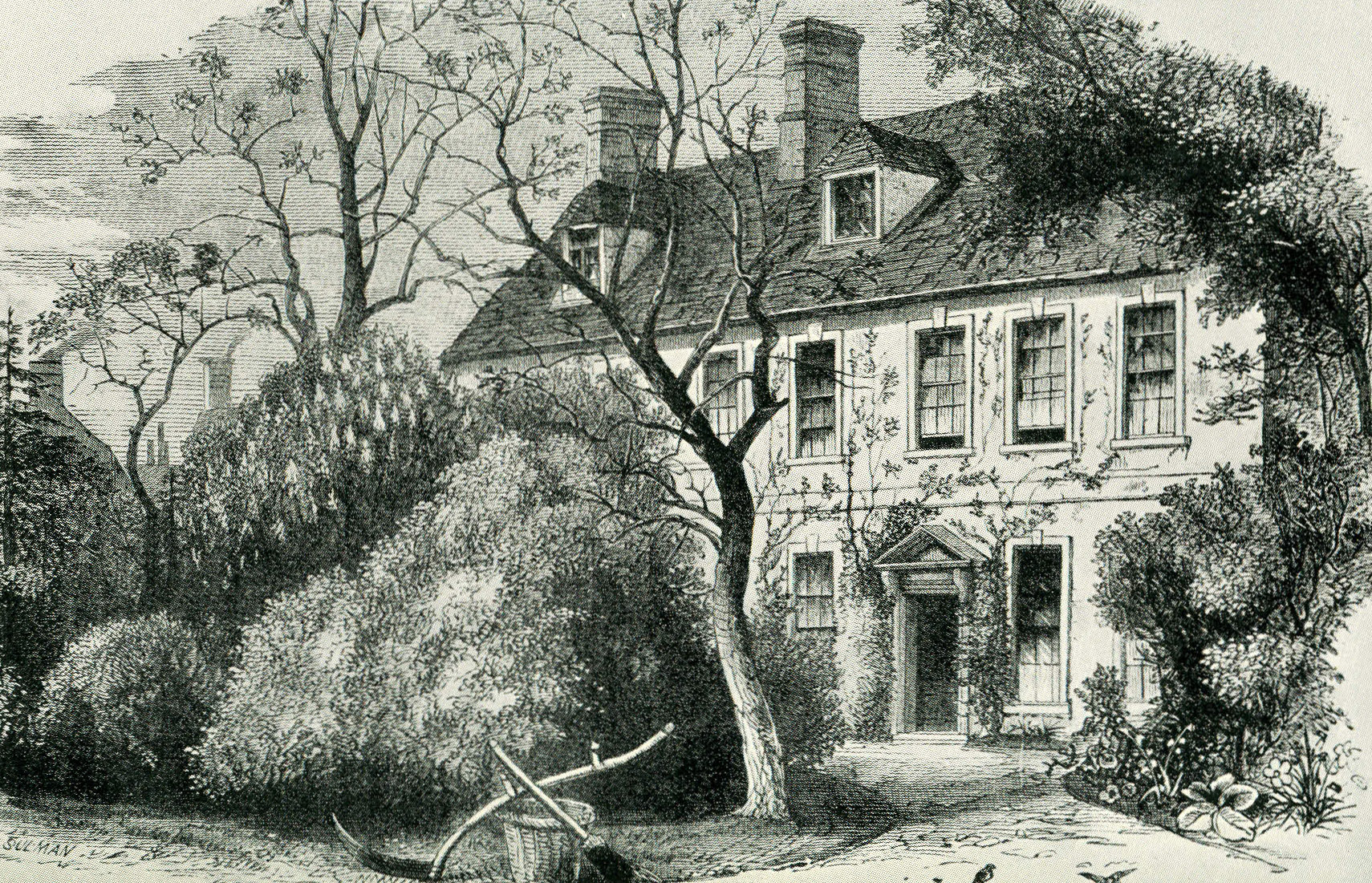
El vicariato de Olney, donde Newton escribió el himno que se convertiría en "Amazing Grace".

A partir de 1756, mientras trabajaba como agente de aduanas en Liverpool, Newton empezó a aprender por su cuenta latín, griego y teología. Tanto él como Polly se vincularon con la comunidad eclesial de su parroquia, donde la pasión de Newton era tan impresionante que sus amigos le sugirieron que se preparase para el ministerio anglicano. Sin embargo, fue rechazado por el obispo de York en 1758, ostensiblemente por no tener un título universitario, pero también por su cercanía al evangelismo y su tendencia a socializar con los metodistas. Newton siguió con sus devociones y, después de ser animado por un amigo, escribió acerca de su experiencia en el comercio de esclavos y su conversión. George Legge, tercer conde de Dartmouth, impresionado por su historia, patrocinó la ordenación de Newton por el obispo de Lincoln y le ofreció la parroquia de Olney (Buckinghamshire) en 1764.

### LosHimnos de Olney
| Amazing grace! How sweet the sound, That saved a wretch like me! I once was lost but now am found Was blind, but now I see. 'Twas grace that taught my heart to fear, And grace my fears relieved; How precious did that grace appear The hour I first believed! Through many dangers, toils, and snares, We have already come; 'Tis grace that brought me safe thus far, And grace will lead me home. The Lord has promised good to me, His word my hope secures; He will my shield and portion be As long as life endures. Yes, when this flesh and heart shall fail, And mortal life shall cease, I shall possess, within the veil, A life of joy and peace. The earth shall soon dissolve like snow, The sun forbear to shine; But God, who called me here below, Will be forever mine. — John Newton, Himnos de Olney, 1779 |

Olney era una barriada de cerca de 2.500 habitantes cuya principal industria era la fabricación artesanal de encaje. La mayor parte de la población era analfabeta y pobre. La predicación de Newton fue desde el comienzo original, puesto que compartía desde el púlpito muchas de sus experiencias, mientras que lo habitual era que los clérigos hablasen desde la distancia, sin admitir ningún acercamiento al pecado o las tentaciones. Newton quiso vivir el día a día de sus parroquianos y era muy apreciado, a pesar de que sus escritos y expresión eran mejorables. Era conocido por su devoción y dedicación; él mismo afirmaba que su misión era «romper los corazones duros y curar los rotos». Trabó amistad con William Cowper, un escritor que había fracasado en su carrera como abogado y había sufrido brotes de locura, con varios intentos de suicidio. Vivió una experiencia de conversión similar a la de Newton y disfrutaba de su compañía. Juntos, el efecto sobre los feligreses fue impresionante: en 1768 comenzaron a celebrar una reunión de oración semanal para responder a un número cada vez mayor de parroquianos y escribieron lecciones para los niños del barrio.
En parte por la influencia de Cowper y en parte por la costumbre de que los clérigos letrados escribieran versos, Newton comenzó a componer himnos utilizando el lenguaje popular de sus feligreses, lo que favoreció su distribución y comprensión. En la misma época florecieron otros prolíficos escritores de himnos religiosos, como Isaac Watts, cuyos himnos conocía Newton desde la infancia, y Charles Wesley. El hermano de este último, John, que después sería el fundador del metodismo, había animado a Newton a entrar en el estado clerical. Watts, un pionero en la composición de himnos en lengua inglesa basados en los salmos bíblicos, había escrito previamente un himno titulado "Alas! And Did My Saviour Bleed" que contenía los versos "Amazing pity! Grace unknown!/ And love beyond degree!". Philip Doddridge, otro conocido autor de himnos escribió en 1755 otro himno titulado "The Humiliation and Exaltation of God's Israel" que comienza con los versos "Amazing grace of God on high!", además de otras similitudes con la obra de Newton. Los himnos más importantes de Watts estaban escritos según la medida común de 8.6.8.6, es decir, la primera línea es de ocho sílabas y la segunda es de seis. Según el biógrafo Jonathan Aitken, Watts fue una gran influencia en muchas de las composiciones de Newton.
Newton y Cowper intentaron presentar un poema o un himno para cada encuentro semanal de oración. La letra de "Amazing Grace" fue escrita a finales de 1772 y probablemente utilizada para la oración el 1 de enero de 1773. En 1779 se publicó anónimamente una colección de los poemas de ambos autores bajo el título de Himnos de Olney. Newton contribuyó con 280 de los 348 textos del libro. El poema que comienza con el verso «Amazing grace! How sweet the sound» está precedido del título «1 Chronicles 17:16-17, Faith's Review and Expectation».

### Análisis crítico

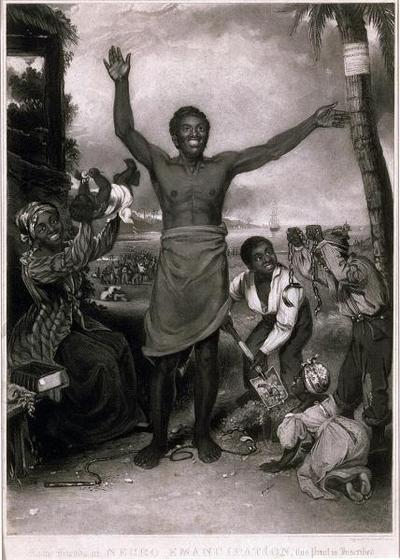
Cartel conmemorativo de la abolición de la esclavitud en el Imperio Británico, titulado To the friends of Negro Emancipation.

El impacto general de los Himnos de Olney fue inmediato y se convirtieron en una herramienta ampliamente utilizada por los predicadores evangélicos en Gran Bretaña durante muchos años. Los estudiosos apreciaban la poesía de Cowper más que el lenguaje sencillo de Newton, fruto de su fuerte personalidad. Los temas más comunes en los versos escritos por Newton en los himnos son la fe y la salvación, asombrándose de la gracia divina y de su amor por Jesucristo, a través de exclamaciones de la alegría que sentía tras su conversión. Como reflejo de la conexión de Newton con sus parroquianos, escribió muchos de sus versos en primera persona, reconociendo su propia experiencia de pecado. Bruce Hindmarsh, en su obra Sing Them Over Again To Me: Hymns and Hymnbooks in America considera "Amazing Grace" como un excelente ejemplo del estilo testimonial de Newton y del uso de su propia perspectiva. En la época de publicación de los himnos, muchos fueron considerados grandes obras (no "Amazing Grace"), mientras que otros parecieron haber sido incluidos en la colección solo para rellenar los huecos dejados por Cowper. Jonathan Aitken considera a Newton, refiriéndose específicamente a "Amazing Grace", «un desvergonzado letrista de mediana cultura escribiendo para una congregación sin ninguna cultura», destacando que solo 21, de las casi 150 palabras utilizadas en las seis estrofas tienen más de una sílaba.
William Phipps en el Anglican Theological Review y el autor James Basker han interpretado la primera afirmación de "Amazing Grace" como una prueba de que Newton consideraba su participación en el comercio de esclavos como su gran infamia, reflejando la opinión popular al respecto. De hecho, Newton unió fuerzas con un joven político idealista, William Wilberforce, miembro del Parlamento británico y principal impulsor de la campaña parlamentaria por la abolición de la esclavitud en el Imperio Británico, que culminó en la Slave Trade Act de 1807. Sin embargo, a pesar de que Newton se convirtió en un destacado abolicionista tras dejar Olney en la década de 1780, nunca conectó el himno que se convertiría en "Amazing Grace" con sus sentimientos contra la esclavitud. Al mismo tiempo, completó su diario, actualmente perdido y que comenzó 17 años antes, dos después de abandonar el mar. La última entrada, de 1772, era un resumen de cuánto había cambiado hasta entonces. Las letras de los Himnos de Olney fueron colocadas según su asociación con los versículos bíblicos que Newton y Cowper utilizaban en sus reuniones de oración y no tenían ningún objetivo político. Para Newton, el comienzo del año era una buena oportunidad para reflexionar sobre el propio progreso espiritual.
| «Entonces entró el rey David y estuvo delante de Jehová, y dijo: "Jehová Dios, ¿quién soy yo, y qué es mi casa, para que me hayas traído hasta este lugar? Y aun esto, Dios, te ha parecido poco, pues has hablado del porvenir de la casa de tu siervo, y me has mirado como a un hombre excelente, Jehová Dios"». — I Crónicas 17, 16-17. Traducción Reina-Valera. |

El título adscrito al himno, del Primer libro de las Crónicas, se refiere a la reacción del Rey David ante la profecía de Natán de que Dios mantendrá su heredad para siempre. La tradición teológica cristiana ha interpretado a menudo esta profecía como referida a Jesucristo, como descendiente de David, mesías prometido para la salvación de los pueblos. El sermón de Newton el primer día de 1773 se centraba en la necesidad de expresar el propio agradecimiento a la guía de Dios, puesto que Dios está implicado en las vidas diarias de los creyentes aunque estos no se den cuenta, de tal modo que la paciencia y la abnegación en las pruebas de cada día será recompensada en las prometidas glorias de la eternidad. Newton se consideraba a sí mismo un pecador, como David, elegido sin merecerlo. De acuerdo con el mismo Newton, los pecadores no arrepentidos estaban «cegados por el dios de este mundo» hasta que «la misericordia viene a nosotros no sólo sin merecerla o desearla (...) con nuestros corazones empeñados en callarla hasta que viene con el poder de su gracia».
El Nuevo Testamento sirvió de base para la letra de "Amazing Grace". El primer verso, por ejemplo, está relacionado con la parábola del hijo pródigo, recogida en el Evangelio de Lucas, donde el padre dice: «porque este hijo mío estaba muerto y vive de nuevo, estaba perdido y ha sido encontrado». Por su parte, la historia del ciego de nacimiento curado por Jesús de Nazaret que dice a los fariseos que ahora puede ver procede del Evangelio de Juan. Newton utiliza las palabras «Estaba ciego pero ahora veo» y declara «¡oh! qué gran deudor soy a la Gracia» en sus diarios y cartas desde 1752. De acuerdo con Bruce Hindmarsh, el efecto de ambas estrofas en el himno permite un instante de liberación en la exclamación «¡Asombrosa Gracia!», que es inmediatamente seguida por la respuesta «qué dulce el sonido». En la obra An Annotated Anthology of Hymns, se califica a estas exclamaciones iniciales de «crudas pero efectivas» en una composición general que «sugiere una declaración de fe fuerte y simple». La gracia divina es invocada en tres ocasiones en los versos siguientes, culminando en la historia personal de Newton acerca de su conversión, en la línea indicada de testimonio personal. La inestabilidad mental de Cowper volvió poco después de estrenarse el himno, por lo que Steve Turner, autor de Amazing Grace: The Story of America's Most Beloved Song, sugiere que Newton podía tener a su amigo en mente mientras componía la letra, al que dedicaría los temas de garantía de salvación por medio de la Gracia.

## Propagación

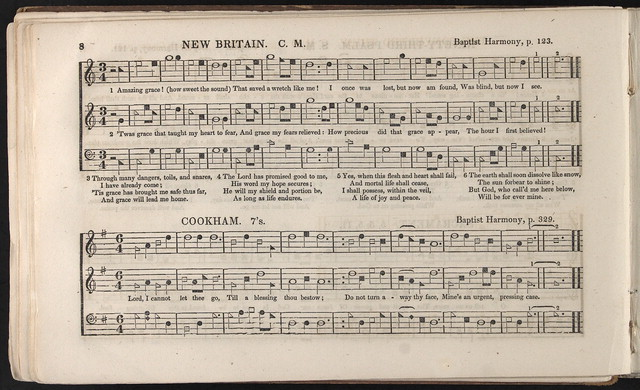
Publicación de 1847 de Southern Harmony, mostrando el título "New Britain" y la notación musical shape note.

Aunque tiene sus raíces en Inglaterra, "Amazing Grace" se convirtió en una parte integral del tapiz cristiano en los Estados Unidos. Más de sesenta de los himnos de Newton y Cowper fueron reeditados en otras colecciones y revistas británicas, pero no así "Amazing Grace", que solo apareció en una recopilación de 1780 patrocinada por Selina Hastings, Condesa de Huntingdon. El especialista John Julian recoge en su A Dictionary of Hymnology, publicado en 1892 que fuera de los Estados Unidos la canción era desconocida y que estaba «lejos de ser un buen ejemplo del mejor trabajo de Newton». Entre 1789 y 1799 se publicaron cuatro variaciones del himno en los Estados Unidos en colecciones para congregaciones bautistas, congregacionalistas y reformadas holandesas. Hacia 1830 los cancioneros presbiterianos y metodistas también incluyeron los versos de Newton. El himno, sin embargo, comenzó a ganar popularidad en el Reino Unido a partir de la década de 1950 y no fue hasta 1964 que se publicó con música.
Las dos grandes influencias que ayudaron a la propagación de "Amazing Grace" en los Estados Unidos y lo convirtieron en un himno imprescindible en las celebraciones de muchas confesiones cristianas y regiones fueron el llamado Segundo Gran Despertar y el desarrollo de comunidades de canto de shape note. A comienzos del siglo XIX se vivió en Estados Unidos un gran movimiento religioso que hizo crecer las comunidades cristiana, comenzando en los estados de Kentucky y Tennessee. Multitudes sin precedentes se juntaban en celebraciones al aire libre, donde además de las habituales experiencias de salvación, las fogosas predicaciones se centraban en la salvación del pecador de la tentación y la reincidencia. En muchas de las confesiones cristianas evangélicas las celebraciones se despojaron de ornamentos en beneficio de una mayor simplicidad, con cantos a menudo repetitivos, dirigidos a una población rural mayoritariamente pobre y analfabeta, a la que se quiso educar en la necesidad de apartarse del pecado. El testimonio personal se convirtió en un componente integral de estas reuniones, donde un miembro de la congregación o un extraño podía levantarse y contar su conversión desde una vida de pecado a otra de paz y piedad. "Amazing Grace" era uno de los muchos himnos que se utilizaron para ilustrar estos sermones, frecuentemente acompañado de un estribillo simple y repetitivo, como el siguiente:

Amazing grace! How sweet the sound

That saved a wretch like me.

I once was lost, but now am found,

Was blind but now I see.

Shout, shout for glory,

Shout, shout aloud for glory;

Brother, sister, mourner,

All shout glory hallelujah.

Simultáneamente, un movimiento independiente de canto comunal se estableció en los estados del sur y el oeste de Estados Unidos. En 1800 apareció un método de gran éxito para enseñar música a personas analfabetas, mediante el uso de cuatro sonidos para simbolizar la escala básica: fa-sol-la-fa-sol-la-mi-fa. Cada sonido está acompañado de una nota específica, por lo que fue conocido como música shape note. Las congregaciones se juntaban en grandes edificios durante días enteros de cantos, sentados en cuatro áreas diferentes rodeando un espacio abierto donde una persona dirigía al grupo como un todo. Mucha de la música adaptada a este método era religiosa, pero el propósito de estos cantos comunales no era primariamente espiritual. En muchos casos se rechazaba la música instrumental y se cantaba a capella, siguiendo el sentido de simplicidad propio del calvinismo de la época.

### La melodía "New Britain"

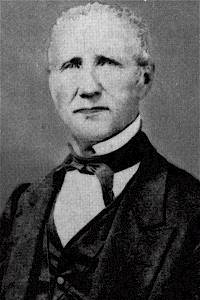
William Walker, el compositor que por primera vez unió los versos de John Newton a la melodía "New Britain" para crear la canción que se convertiría en "Amazing Grace".

Se desconoce qué música acompañaba a los himnos de Newton cuando se utilizaron en Olney. En aquel tiempo los libros de himnos no contenían música y eran simplemente pequeñas recopilaciones de poesía religiosa. El primer testimonio de una melodía asociada con los versos de Newton aparece en un himnario británico publicado en 1808. En él la canción es "Harmony Grove", que ya había sido utilizado como acompañamiento del himno "There Is A Land of Pure Delight", de Isaac Watts, en 1790. Era común que un mismo himno se cantase con melodías diferentes, por lo que circularon hasta veinte versiones diferentes de "Amazing Grace", de diversa popularidad, hasta que en 1835 William Walker asoció el himno de Newton con una canción tradicional titulada "New Britain", que era por su parte la amalgama de dos canciones publicadas independientemente y sin letra en el Columbian Harmony de 1829. Las canciones, tituladas "Gallaher" y "St. Mary" fueron creadas por Benjamin Shaw y Charles Spilman, este último probablemente procedente de Kentucky y autor de música para celebraciones religiosas populares. Los orígenes de ambas melodías son difusos, como en muchos otros casos de música folk y solo se puede especular que deriven de alguna balada tradicional escocesa, ya que muchos de los colonos de Kentucky y Tennessee eran inmigrantes escoceses, o de los cantos populares desarrollados en Virginia, o Carolina del Sur, estado natal de William Walker.
"Amazing Grace", como canción fruto de la unión de los versos de Newton y la melodía "New Britain", apareció por primera vez en el cancionero shape note de Walker Southern Harmony. Era, de acuerdo con el autor Steve Turner, «un matrimonio hecho en el cielo... La música tras 'amazing' tiene un sentido de asombro en ella. La música tras 'grace' suena llena de gracia. Hay una subida en el punto de la confesión, como si el autor estuviese saliendo y haciendo una declaración sincera, seguida por la correspondiente caída cuando admite su ceguera». La colección de himnos cantados de Walker se hizo tremendamente popular, vendiendo cerca de 600.000 copias en todo Estados Unidos, en una época en la que la población total era de 20 millones de personas. Otro cancionero similar, The Sacred Harp, de 1844, también incluía "Amazing Grace", con ligeras variaciones.
Por otra parte, el poema se recoge en la inmensamente influyente novela abolicionista La cabaña del tío Tom, de Harriet Beecher Stowe, donde los versos son cantados por Tom en su hora de más profunda crisis. Canta las estrofas sexta y quinta en orden, pero Stowe añade otra estrofa no escrita por Newton que se había transmitido oralmente en comunidades afroamericanas al menos durante cincuenta años. Era originalmente una de los 50 a 70 estrofas de una canción llamada "Jerusalem, My Happy Home" que apareció por primera vez en un libro de 1790 titulado A Collection of Sacred Ballads:

When we've been there ten thousand years,

Bright shining as the sun,

We've no less days to sing God's praise,

Than when we first begun.

El himno se convirtió en un emblema de los nuevos movimientos religiosos y en un símbolo de los mismos Estados Unidos como país implicado en un gran experimento político, que intentaba emplear la democracia como forma de gobierno. La comunidad de canto shape note, con todos sus miembros sentados alrededor de un espacio central abierto, con cada canción dirigida por una persona diferente, ilustraba este ideal en la práctica. Simultáneamente, los Estados Unidos comenzaron a expandirse hacia el oeste, territorios inexplorados y salvajes donde los «peligros, trabajos y trampas» de la letra de Newton ganaron significado literal y figurativo para los estadounidenses. Durante la guerra civil estadounidense (1861-1865). "Amazing Grace", junto a la melodía "New Britain", fue incluido en dos colecciones de himnos distribuido entre los soldados y usado profusamente en todos los servicios religiosos.

### Resurgimiento urbano

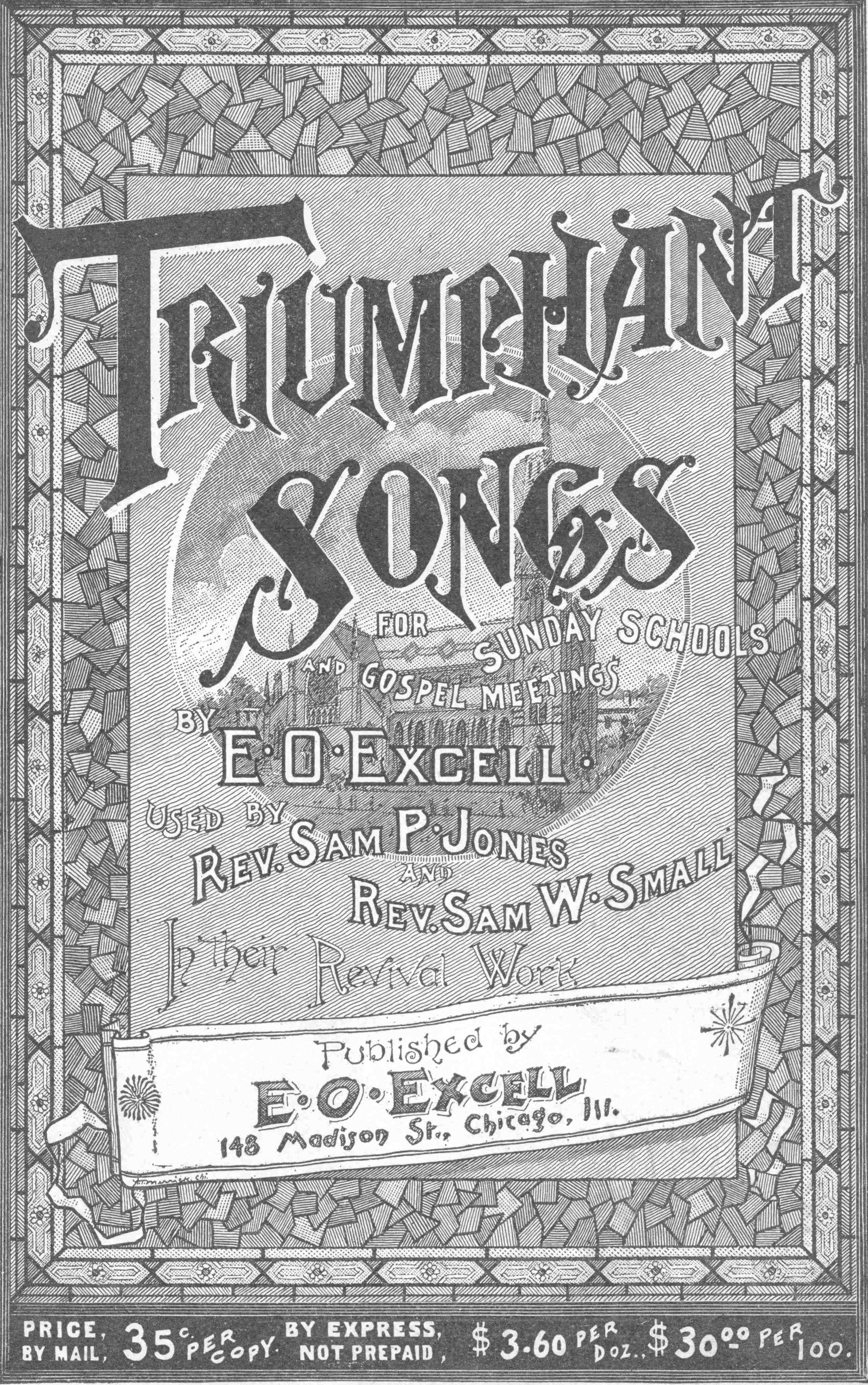
Portada del cancionero Triunfant Songs de Edwin Othello Excell.

Aunque el arreglo de "Amazing Grace" con "New Britain" era el más popular, existieron otras versiones. Los baptistas primitivos de la región de los Apalaches usaban frecuentemente la melodía "New Britain" con otros himnos, del mismo modo que adaptaban los versos de Newton con otras canciones populares, como "In the Pines", "Pisgah", "Primrose" y "Evan", todas ellas cantadas en medida común, como la mayoría de canciones de sus repertorios. Una melodía titulada "Arlington" tuvo también cierto éxito acompañando los versos a finales del siglo XIX.
Dos editores y compositores, Dwight Moody y Ira Sankey lideraron un resurgir del canto religioso en muchas ciudades de Estados Unidos y Europa, dando a la canción propaganda internacional. Sus canciones son las precursoras del gospel y gozaron de un gran éxito. En las versiones publicadas en 1875 de sus trabajos, "Amazing Grace" aparece tres veces con tres melodías diferentes. Por su parte, el editor Edwin Othello Excell publicó la versión del himno con la melodía "New Britain" en una exitosa serie de cancioneros, si bien alteró parte de la música de Walker para adecuarla a los gustos de los oyentes procedentes del ámbito urbano y dirigida a coros con muchos miembros. El mismo Excell publicó en varias ocasiones los tres primeros versos del poema de Newton junto a la estrofa añadida en La cabaña del tío Tom entre 1900 y 1910, consiguiendo que su versión de "Amazing Grace" fuese la más común entre las iglesias norteamericanas.

## Versiones grabadas
Con el advenimiento de la música grabada y de la radio, "Amazing Grace" se popularizó fuera de las celebraciones religiosas. La habilidad de las grabaciones combinada con la promoción de estas grabaciones a audiencias específicas permitió al himno tomar miles de formas diferentes en el siglo XX, más allá de la versión uniforme de Edwin Othello Excell. Allmusic recoge más de 6.450 versiones de la canción. La primera grabación conocida corresponde a una versión a cappella del Sacred Harp Choir, incluido en el catálogo de Okeh Records entre 1926 y 1930, formado principalmente por temas de blues y jazz. Otra versión muy exitosa, en estilo góspel, fue comercializada por H.R. Tomlin y J. M. Gates, dentro de la tendencia de muchas grabaciones de blues y góspel de la época, dotada de un profundo sentido nostálgico mediante el uso de canciones tradicionales de sus ancestros. La primera grabación con acompañamiento musical se debe a Fiddlin' John Carson en 1930, aunque no tiene la melodía "New Britain" sino otro himno popular titulado "At the Cross". "Amazing Grace" es una canción emblemática en muchos tipos y estilos de música folk, utilizada frecuentemente como ejemplo para ilustrar técnicas musicales como el lining out y la llamada y respuesta.

### Mahalia Jackson

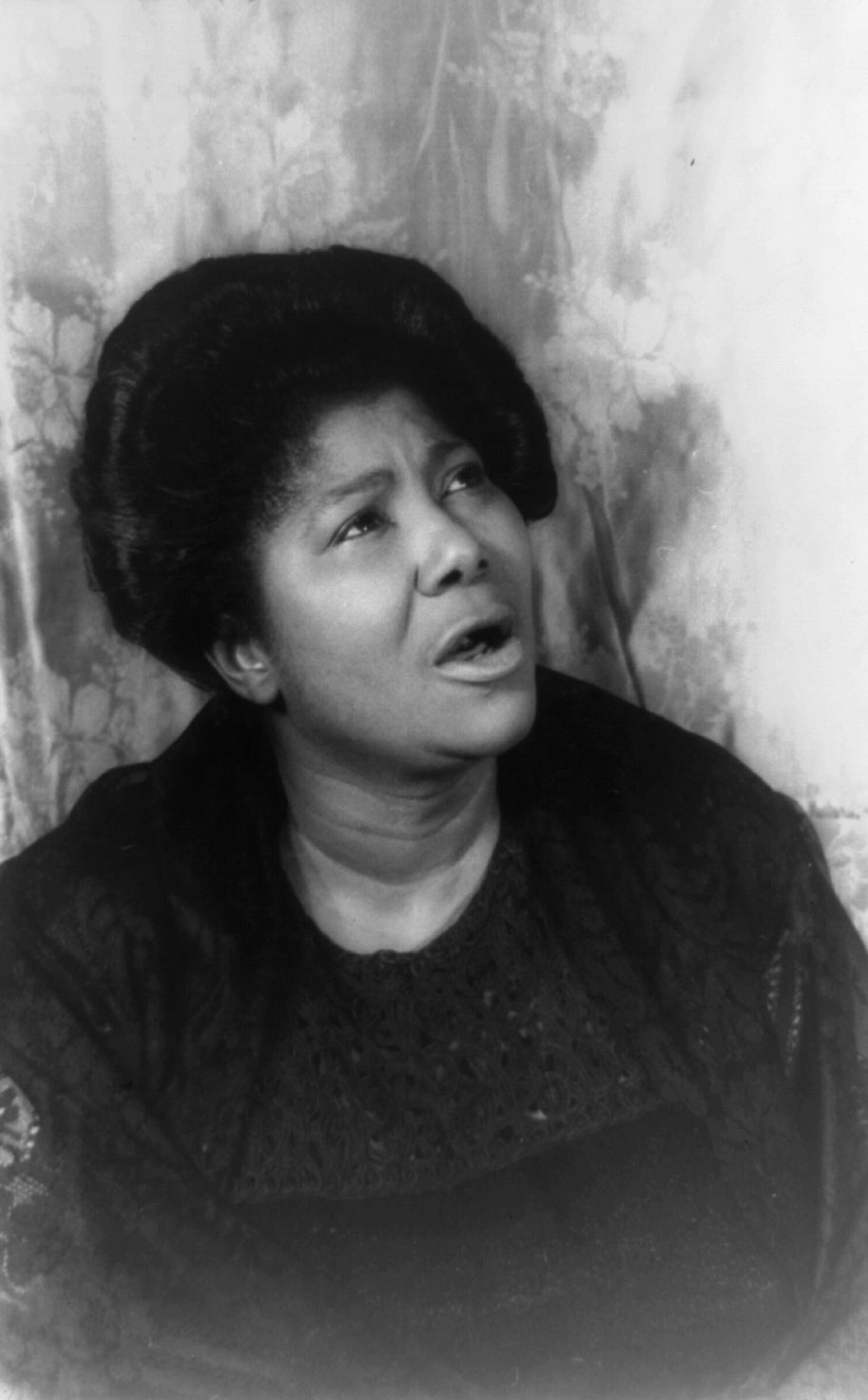
«Those songs come out of conviction and suffering. The worst voices can get through singing them 'cause they're telling their experiences».
«Estas canciones provienen de la condena y el sufrimiento. Las peores voces pueden superarse cantándolas porque están relatando sus experiencias».
Mahalia Jackson, en la imagen.

Por su parte, la versión de 1947 de la estrella del góspel Mahalia Jackson ganó popularidad en la radio y en las dos décadas siguientes la artista la interpretó en varios actos públicos y conciertos, como el del Carnegie Hall. El autor James Basker afirma que la canción ha sido utilizada por los afroamericanos como el «negro espiritual paradigmático» porque expresa la alegría de verse liberados de la esclavitud y las miserias del mundo. Anthony Heilbut, autor de The Gospel Sound, afirma que los «peligros, trabajos y trampas» de la letra de Newton son un «testimonio universal» de la experiencia afroamericana. En la década de 1960, a través del Movimiento por los derechos civiles en Estados Unidos y la oposición a la guerra de Vietnam, la canción se dotó de un tono político. Mahalia Jackson interpretó el tema en numerosas marchas por los derechos civiles, comentando que lo usaba «para dar una protección mágica, un hechizo para rechazar el peligro, un encantamiento para que descendieran los ángeles del cielo (...) No estaba segura de que la magia funcionase fuera de los muros de la iglesia, al aire libre de Mississippi. Pero no me estaba arriesgando». La cantante de folk Judy Collins, que conocía la canción desde antes de que recordase haberla aprendido, contempló a Fannie Lou Hamer liderando las marchas durante el Freedom Summer de 1964 y cantando "Amazing Grace", también consideraba a la canción un «talismán» capaz de impactar emocionalmente en los activistas, los espectadores y los agentes de la ley que se oponían a las peticiones de derechos civiles. La canción también fue interpretada por Joan Baez, siendo uno de los temas que más le pedían, aunque no sabía que era un himno, puesto que, según sus palabras, «desarrolló una vida por su cuenta». El himno fue interpretado incluso en el Festival de Woodstock de 1969, durante la actuación de Arlo Guthrie.

### Judy Collins
Collins decidió grabar el tema a finales de la década de 1960. Era miembro de un grupo de encuentro que terminaba sus reuniones cantando "Amazing Grace", pues era la única canción que todos los miembros del grupo conocían. Su productor, presente en una de estas reunión, le sugirió incluir una versión del himno en su álbum de 1970 Whales & Nightingales. Collins, que tenía un historial de alcoholismo, afirmaba que la canción era capaz de «sobreponerse» y recuperarse. La grabación se realizó en la iglesia de San Pablo, capilla de la Universidad de Columbia, debido a su acústica favorable. La artista eligió una versión a cappella, similar a la de Edwin Othello Excell, acompañada de un coro de cantantes amigos aficionados. Collins conectó la canción con la guerra de Vietnam, ante la que objetaba:

I didn't know what else to do about the war in Vietnam. I had marched, I had voted, I had gone to jail on political actions and worked for the candidates I believed in. The war was still raging. There was nothing left to do, I thought ... but sing Amazing Grace.
No sabía qué más hacer sobre la guerra en Vietnam. Había marchado, votado, ido a la cárcel por mis actos políticos y trabajado para los candidatos en los que creía. La guerra seguía rugiendo. No había nada más por hacer —pensé—... que cantar Amazing Grace.
Judy Collins.

Gradual e inesperadamente, la canción comenzó a ser reproducida en la radio y, después, a ser solicitada. Subió al puesto 15 en el Billboard Hot 100, permaneciendo en las listas durante quince semanas, como si, escribió, sus seguidores hubieran estado «esperando para abrazarla». En el Reino Unido, permaneció en las listas de temas más populares en ocho ocasiones entre 1970 y 1972, llegando al quinto puesto y continuando en las listas durante un total de 75 semanas.

### Royal Scots Dragoon Guards

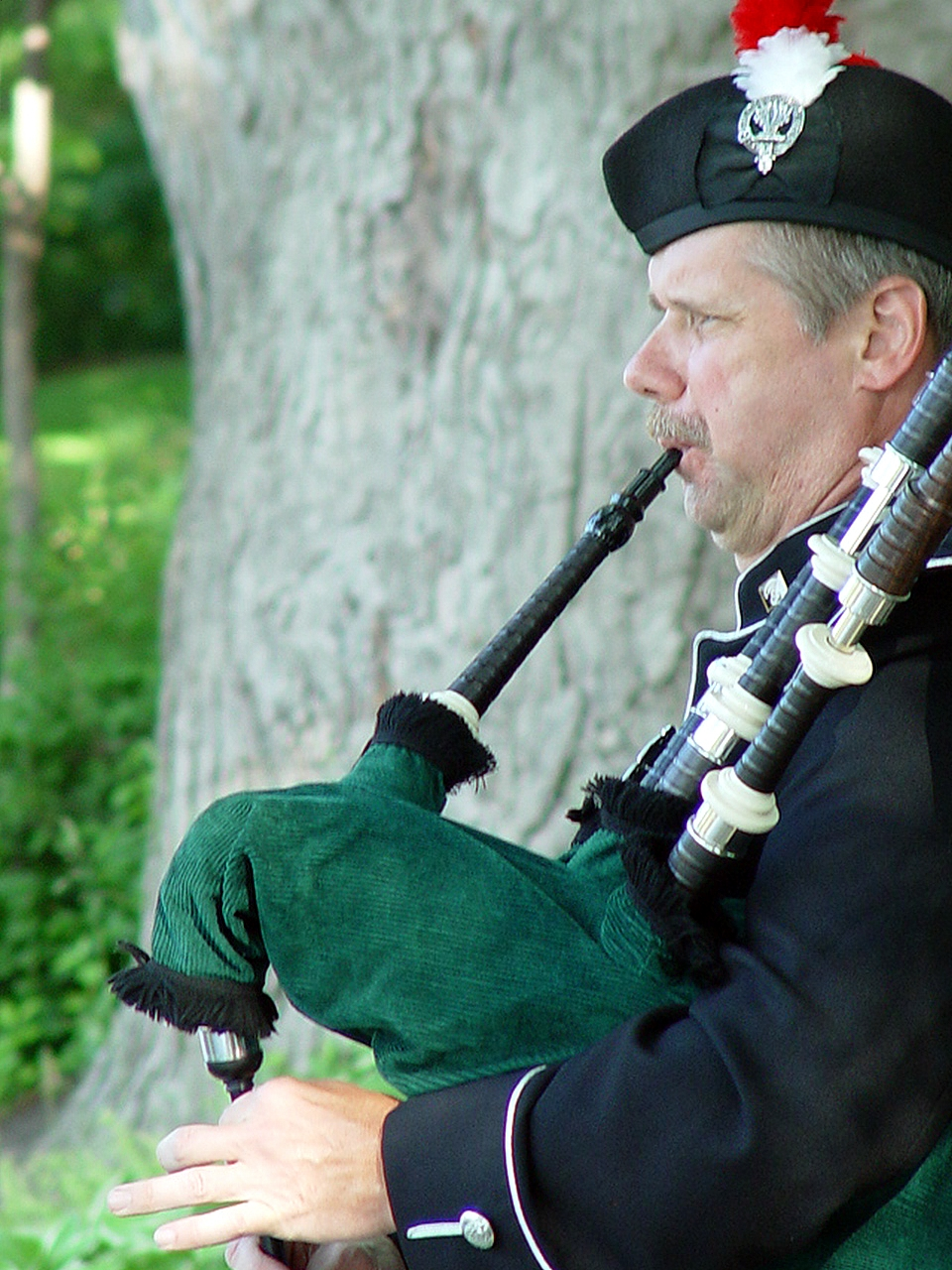
Un gaitero interpreta "Amazing Grace".

Aunque Collins interpretó el poema de Newton como símbolo de la oposición a la guerra de Vietnam, dos años después los Royal Scots Dragoon Guards, regimiento escocés del ejército Británico, grabó una exitosa versión instrumental en la que un gaitero solista interpretaba la canción acompañado de una banda de gaitas y tambores, basada en la versión de Collins, en la que el solista introducía en solitario la melodía y después se unía la banda, del mismo modo que en la versión vocal lo hacía un coro, pero un tempo más lento debido a las características de los instrumentos utilizados. La versión alcanzó el número uno del UK singles chart, permaneciendo durante un total de 24 semanas en las listas británicas y llegando al puesto undécimo en los Estados Unidos. Fue número uno en Irlanda, Australia, Canadá y Sudáfrica, llegando a vender cerca de siete millones de copias hasta mediados de 1977 y siendo certificado como disco de oro. A pesar de ser la grabación instrumental más vendida en la historia del Reino Unido hasta el año 2002, su éxito fue acompañado de cierta controversia por combinar gaitas con una banda militar. De hecho, el presidente del grupo de gaitas del regimiento fue castigado por «degradar» a las gaitas.
La banda estrenó un nuevo álbum, Spirit Of The Glen, el 26 de noviembre de 2007, producido por Jon Cohen y editado por Universal, en el que interpretaban varios temas clásicos, como "Amazing Grace", con arreglos contemporáneos. El disco se presentó en el castillo de Edimburgo y fue álbum del año en los Classical Brits de 2009.

### Otras versiones
Tanto Aretha Franklin como Rod Stewart grabaron sus versiones de "Amazing Grace" en la década de 1970. También Johnny Cash grabó su propia versión en su álbum de 1975 Sings Precious Memories, dedicando la canción a su hermano mayo Jack, fallecido en un accidente en un molino cuando eran niños en Dyess (Arkansas). Cash y su familia cantaban el popular himno cuando trabajaban en los campos de algodón y el artista incluyó la canción en su repertorio mientras recorría las cárceles, comentando que «durante los tres minutos que dura la canción, todo el mundo está libre. Simplemente libera el espíritu y a la persona». Steven Tyler también cantó esta canción junto a Juliette Hamilton. Existe igualmente una versión en catalán interpretada por Mónica Naranjo titulada "Avui vull agrair" (Hoy quiero agradecer).
La Biblioteca del Congreso de Estados Unidos custodia una colección de más de 3.000 versiones de "Amazing Grace", algunas de ellas primeras grabaciones por folcloristas como Alan y John Lomax, que recorrieron en 1932 miles de millas en el Sur del país para recopilar los diferentes estilos regionales de la canción. Versiones más actuales incluyen muestras de grupos populares como Sam Cooke y The Soul Stirrers (1963), The Byrds (1970), Elvis Presley (1971), Skeeter Davis (1972), Amazing Rhythm Aces (1975), Willie Nelson (1976), The Lemonheads (1992), Dropkick Murphys (1999), Herb Remington y Charlie Shaffer (2000), Entombed (2002), Mika Nakashima (2002), Il Divo (2008) y Susan Boyle (2009). Mike Oldfield incluyó los versos del poema en el tema "Sunlight Shining Through Clouds" de The Millenium Bell (1999), para representar la época histórica de liberación de la esclavitud.
Jonatan Seara, productor de música electrónica natural de España, hizo una versión Chill out de Amazing Grace basándose en una iterpretación de André Rieu en directo en la ciudad de Ámsterdam .

## Uso popular

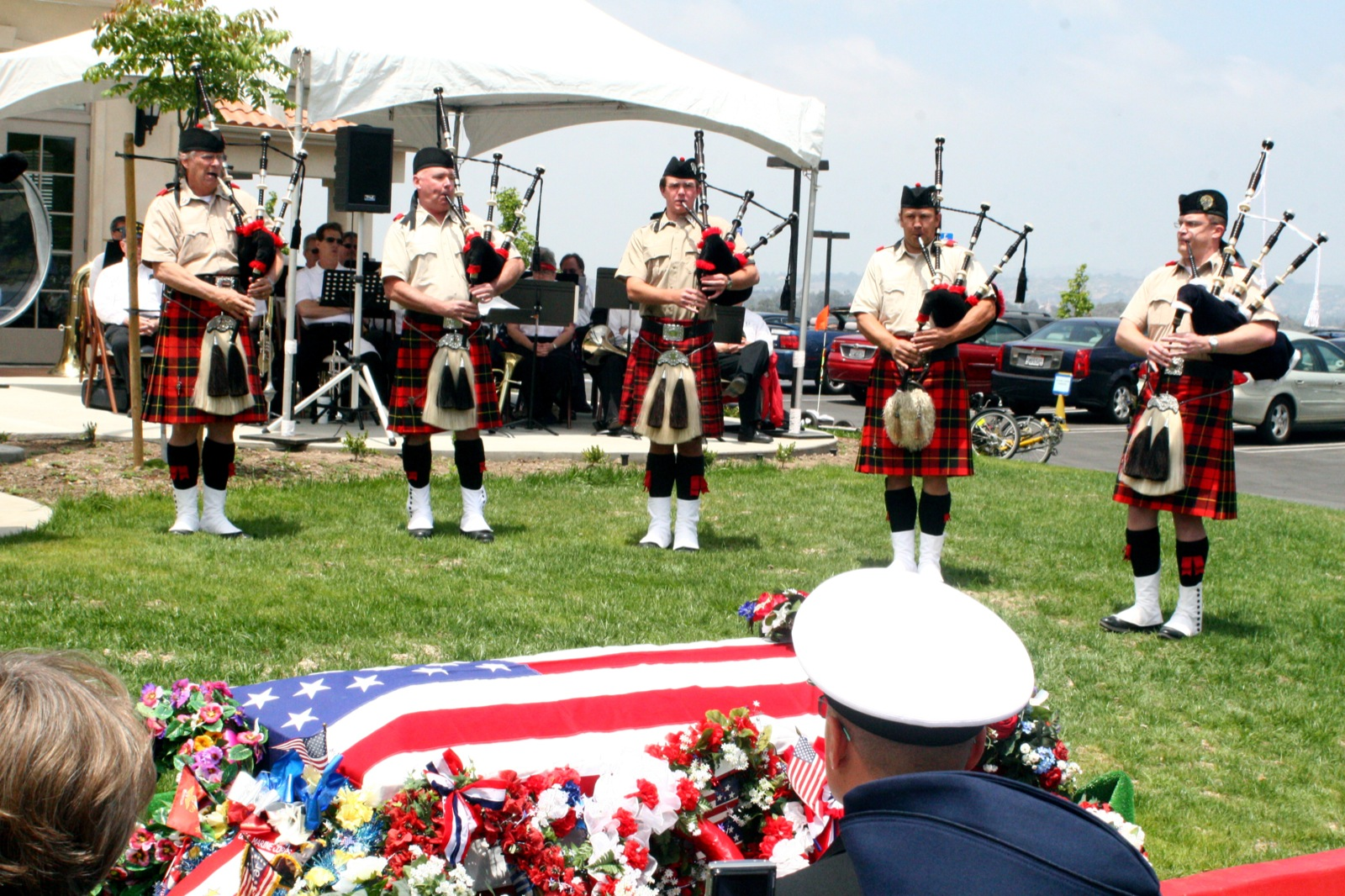
«Somehow, "Amazing Grace" [embraced] core American values without ever sounding triumphant or jingoistic. It was a song that could be sung by young and old, Republican and Democrat, Southern Baptist and Roman Catholic, African American and Native American, high-ranking military officer and anticapitalist campaigner».
«De alguna manera, "Amazing Grace" [abraza] los valores esenciales de América sin sonar triunfante ni patriotero. Era una canción que podía ser cantada por jóvenes y viejos, republicanos y demócratas, baptistas del sur y católicos romanos, afroamericanos y nativos americanos, oficiales militares de alta graduación y activistas contra el capitalismo».
Steve Turner, 2002.
En la imagen, interpretación de "Amazing Grace" en un memorial en honor de un soldado estadounidense fallecido.

"Amazing Grace" se ha convertido en un icono de la cultura estadounidense tan popular que ha sido utilizado para un gran variedad de propósitos no religiosos y campañas de marketing. Aparece en recuerdos, presta su nombre a un enemigo de Superman, aparece en varios capítulos de Los Simpsons, en uno de ellos para ilustrar la redención del villano Sideshow Bob, y se ha incorporado en cantos de los Hare Krishna y ceremonias de Wicca.
El himno ha sido empleado en numerosas películas, como Alice's Restaurant, Coal Miner's Daughter y Silkwood. Es el hilo conductor de la película Amazing Grace, que narra la influencia de John Newton en el abolicionista británico William Wilberforce. En la película de ciencia ficción de 1982 Star Trek II: La ira de Khan, "Amazing Grace" es interpretada con gaita dentro de la ceremonia de despedida del señor Spock, ya que la canción es «inmediatamente reconocible para la mayor parte de la audiencia como la música apropiada para sonar en un funeral», de acuerdo con un estudioso de la saga Star Trek. También ha sido empleado en 2010 como parte de varios capítulos de la serie anime So・Ra・No・Wo・To como toque de diana.
En el videojuego Yakuza (2005) se puede escuchar durante los créditos finales el tema "Amazing Grace" interpretada por la fallecida cantante japonesa Eri Kawai. Esta misma versión se puede escuchar también en Yakuza Kiwami, el remake del mismo videojuego (2016).
La banda de rock méxico-español Tragicomi-K, en su gira Rock sin bluff 2011-12, abría sus conciertos con "Amazing Grace" mientras portaban la máscara de Guy Fawkes del film V de Vendetta.
Desde 1954, cuando una versión para órgano de la melodía "New Britain" se convirtió en un éxito, "Amazing Grace" se ha asociado con los funerales y servicios fúnebres, por considerarse que inspira a la esperanza entre la tragedia, como una especie de «himno nacional espiritual», en palabras de Mary Rourke y Emily Gwathmey. Ha sido interpretado en los memoriales de varias tragedias nacionales, como el accidente del transbordador espacial Challenger, el atentado de Oklahoma City y los atentados del 11 de septiembre de 2001.
Según Dictionary of American Hymnology, el tema está incluido en más de mil cancioneros publicados, pero recomienda su uso para «momentos de culto en los que necesitemos confesar con alegría que somos salvados sólo por la Gracia divina; como himno de respuesta al perdón de los pecados o como expresión de la certeza del perdón; como confesión de fe o después del sermón»

## Interpretaciones contemporáneas
En los últimos años, la letra del himno ha cambiado en algunas publicaciones religiosas para mitigar el sentimiento de culpa que podía transmitir el poema. El segundo verso, «That saved a wretch like me!» («¡Que salvó a un desgraciado como yo!») ha sido reescrita por «That saved and strengthened me» («Que me salvó y fortaleció»), «saved a soul like me» («salvó un alma como la mía») a «that saved and set me free» («que me salvó y liberó»). Kathleen Norris en su libro Amazing Grace: A Vocabulary of Faith califica a esta transformación de las palabras originales como «inglés horrible» que hace que la nueva letra sea «irrisoriamente insípida». Parte de las razones para este cambio han sido los cambios en la forma de entender el significado de la gracia divina y el pecado. Newton se contempla a sí mismo como un pecador tan vil que es incapaz de cambiar su vida o de ser redimido sin la ayuda de Dios. Se considera un paria miserable, como cuando estuvo esclavizado en Sierra Leona, donde su propia arrogancia se encontró con la desgracia y solo desde la profunda transformación espiritual de su conversión es capaz de cambiar su vida.
En el pensamiento teológico cristiano los conceptos de redención y autoestima han evolucionado mucho desde la época de John Newton. Especialmente a partir de la década de 1970, ciertos libros de autoayuda, escuelas psicológicas y algunas expresiones modernas del cristianismo han considerado la «gracia» como una cualidad innata a todo el mundo. Es la propia persona la que debe inspirarse lo suficiente para encontrarla y hallar el sentido de su vida. En contraste con la visión de Newton de sus miserias, pecados y distanciamiento con Dios, en muchas publicaciones se consideran estas limitaciones como un obstáculo físico, social o espiritual que se debe superar para alcanzar el estado de gracia, felicidad y satisfacción que merecemos. Bruce Hindmarsh sugiere que la popularidad de "Amazing Grace" fuere del contexto religioso se debe a la ausencia de cualquier mención a Dios hasta el cuarto verso, por lo que la canción representa la habilidad del ser humano de transformarse a sí mismo sin necesidad de intervenciones externas. La «gracia» del himno se entiende como una cualidad personal, al contrario del pensamiento cristiano tradicional y del propósito del mismo Newton, que la considera un regalo gratuito de Dios, aspecto fundamental en el protestantismo y central en el catolicismo, donde se define como «el favor, el auxilio gratuito que Dios nos da para responder a su llamada: llegar a ser hijos de Dios, hijos adoptivos, partícipes de la naturaleza divina, de la vida eterna».

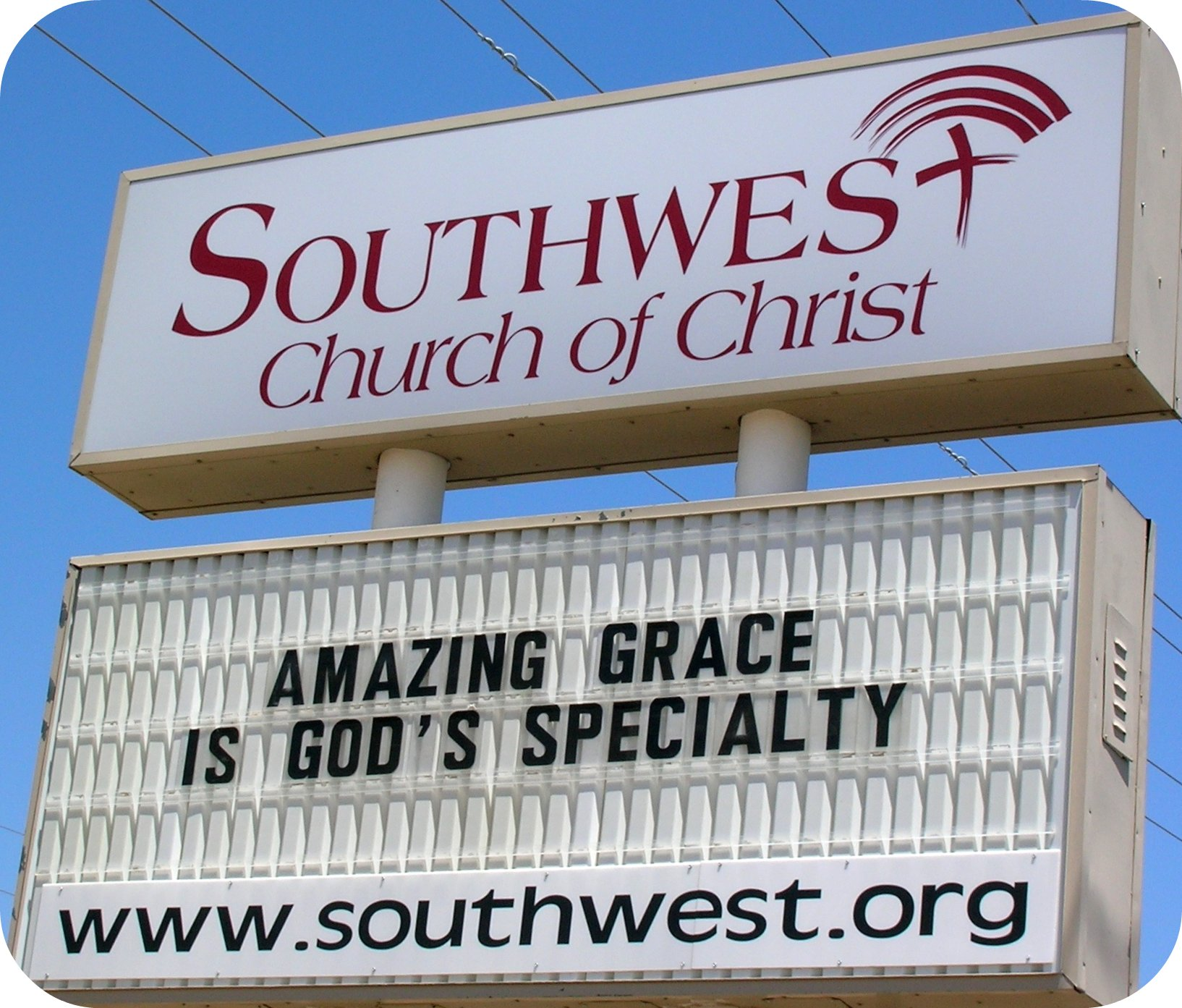
«La asombrosa Gracia es la especialidad de Dios». Cartel anunciante de una iglesia en Ciudad de Amarillo, Texas, Estados Unidos.

El poder transformador de la canción fue investigado por el periodista Bill Moyers en un documental estrenado en 1990. Moyers se centró en este aspecto tras asistir a una representación en el Lincoln Center donde el público estaba compuesto de cristianos y no cristianos y se percató de que "Amazing Grace" tenía un impacto equivalente en todos los asistentes, unificándolos. James Basker también reconoció esta fuerza cuando explica por qué eligió el himno para presidir una colección de poesía abolicionista: «hay un poder transformador que es aplicable...: la transformación del pecado y el pesar en gracia, del sufrimiento en belleza, de la alienación en empatía y conexión, de lo que no se puede hablar en literatura imaginativa».
En el documental, Moyers entrevista a Collins, Cash, la cantante de ópera Jessye Norman, la musicóloga Jean Ritchie y su familia, cantantes Sacred Harp de Georgia y Alabama y el coro de la Prisión Estatal de Texas en Huntsville. Collins, Cash y Norman declaran ser incapaces de distinguir si el poder la canción proviene de la música o de la letra. Norman, que interpretó el tema en el concierto de rock homenaje a Nelson Mandela, afirma: «no sé si es el texto —no sé si estamos hablando de la letra cuando decimos que "toca" a tanta gente— o si es esa melodía que todo el mundo conoce». Uno de los prisioneros entrevistado por Moyers explica su interpretación literal del segundo verso: «'Twas grace that taught my heart to fear,/ And grace my fears relieved» («fue la Gracia lo que enseñó a mi corazón a temer y la Gracia me liberó de mis temores»), comentando que el miedo se le hizo inmediatamente real cuando se dio cuenta de que podría no poner su vida en orden nunca, junto a la soledad y restricciones de la cárcel. La cantante de góspel Marion Williams resume el efecto de la canción con la frase: «es una canción que llega a todo el mundo».

### Versión de Il Divo
El cuarteto musical Il Divo compuesto por cuatro cantantes masculinos: el suizo Urs Bühler, el español Carlos Marín,  el estadounidense David Miller y el francés Sébastien Izambard, versionaron a cuatro voces melódicas el tema, incluido en su álbum The Promise de 2008.

## Traducción
¡Gracia asombrosa! ¡Cuán dulce el sonido 
que salvó a un miserable como yo!  
Una vez anduve perdido, pero ahora he sido hallado.  
Era ciego, y ahora veo.    
La gracia ha enseñado a mi corazón a temer 
y la gracia ha aliviado mis temores.
¡Qué preciosa fue la gracia para mí!
¡La hora en que creí por vez primera!
Ya pasamos peligros, fatigas y pruebas; 
y la gracia nos tuvo a salvo hasta ahora.
La gracia me conducirá a casa.
El Señor me ha prometido el bien.
Su palabra se asegura mi esperanza; 
Él será mi escudo y tendré parte
mientras la vida perdure.
Sí: cuando esta carne y este corazón fallen
y la vida mortal cese,
tendré dentro de ese velo
una vida alegre y en paz.
Pronto se disolverá la tierra como la nieve; 
el sol no querrá brillar;
pero Dios, que me llamó aquí abajo,
será mío para siempre.

### Versión en español más utilizada
Sublime gracia del Señor
Que a un pecador salvó
Fui ciego mas hoy veo yo
Perdido y el me halló

Su gracia me enseñó a temer
Mis dudas el ahuyentó
Oh, cuán precioso fue a mi ser
Cuando el me transformó

En los peligros o aflicción 
Que yo he tenido aquí
Su gracia siempre me libró
Y me guiará feliz

Y cuando en Sión por siglos mil
Brillando esté cuál sol
Yo cantaré por siempre allí
Su amor que me salvó